# William Quash
William Francis Patterson Quash, surnommé Bill Quash, né le 27 décembre 1868 à Barking dans la banlieue londonienne et mort le 17 mai 1938 dans la même ville, est un footballeur amateur et international. 

## Biographie
De nationalité anglaise, il est champion olympique de football lors des Jeux olympiques d'été de 1900 à Paris. En parallèle de sa carrière de footballeur, Quash pratique le cricket au sein du Barking CC. 

## Source
- Ressources relatives au sport :   - Olympedia
  - Team GB